# Baie Saint-François
 (janvier 2022).
Si vous disposez d'ouvrages ou d'articles de référence ou si vous connaissez des sites web de qualité traitant du thème abordé ici, merci de compléter l'article en donnant les références utiles à sa vérifiabilité et en les liant à la section « Notes et références ».
La baie saint-Francois est une baie située à Salaberry-de-Valleyfield au Québec. Elle fait partie du circuit des Régates de Valleyfield. elle accueille de 500 à 1000 embarcations par année. Elle est la baie la plus achalandée du Québec et l’une des premières au canada.

## Hydrographie
La baie Saint-François (souvent écrit St-François) est une baie située au cœur de la ville de Salaberry-de-Valleyfield. Elle est alimentée par le lac Saint-François. À proximité de cette baie se trouvent entre autres la marina de Valleyfield qui est le deuxième plus grand port de plaisance au Québec, l’hôtel (flotel (en)) (premier hôtel flottant au Québec) ainsi que le parc Delpha-Sauvé couramment appelé parc Sauvé.

## Régate internationale de Valleyfield
La baie accueille la première course d'hydroplanes à Salaberry-de-Valleyfield le 13 août 1938. Depuis ce temps les Régates de Valleyfield sont devenues un événement annuel. Les courses ont habituellement lieu au milieu du mois de juillet et sont accompagnées par un événement culturel le soir impliquant des chanteurs comme Samantha Fox, Marc Dupré, Éric Lapointe et plusieurs autres. Les courses n’ont pas lieu durant les années 2020 et 2021 à cause de la covid-19.